# Новоселівка (Кальміуський район)
Новосе́лівка — село Старобешівської селищної громади Кальміуського району Донецької області, Україна. Населення становить 547 осіб.

## Загальні відомості
Відстань до райцентру становить близько 18 км і проходить автошляхом Т 0508.
Територія села межує із землями с. Андріївка Волноваського району Донецької області.
Із 2014 р. внесено до переліку населених пунктів на Сході України, на яких тимчасово не діє українська влада.

## Населення
За даними перепису 2001 року населення села становило 547 осіб, із них 61,79 % зазначили рідною мову українську, 35,28 % — російську та 1,1 % — вірменську мову.
| Рік             | 1886 | 1908 | 2001 |
| Кількість, осіб | 801  | 1506 | 547  |